# ملعب إميل ميريستش
ملعب إميل ميريستش هو ملعب لكرة القدم وألعاب القوى في لوكسمبورغ. يقع في مدينة إيسش سور ألزيتي جنوب غرب الدولة. يتسع لـ 3,826 متفرج.